# My Truth
My Truth è il secondo album discografico in studio della cantante svedese Robyn, pubblicato nel 1999.

## Tracce
1. Play – 3:58
2. My Only Reason – 4:00
3. Underneath the Heart – 4:22
4. Electric – 5:09
5. My Truth – 3:52
6. Main Thing – 4:42
7. Healthy Love (feat. Cindy) – 4:40
8. Monday Morning – 4:29
9. Giving You Back – 5:01
10. 88 Days – 3:58
11. Long Gone – 4:33
12. Not on the Inside – 4:12
13. Universal Woman – 5:11

## Classifiche
| Classifica (1999) | Posizione raggiunta |
| ----------------- | ------------------- |
| Svezia            | 2                   |